# Grote Kerke
 (mars 2025).

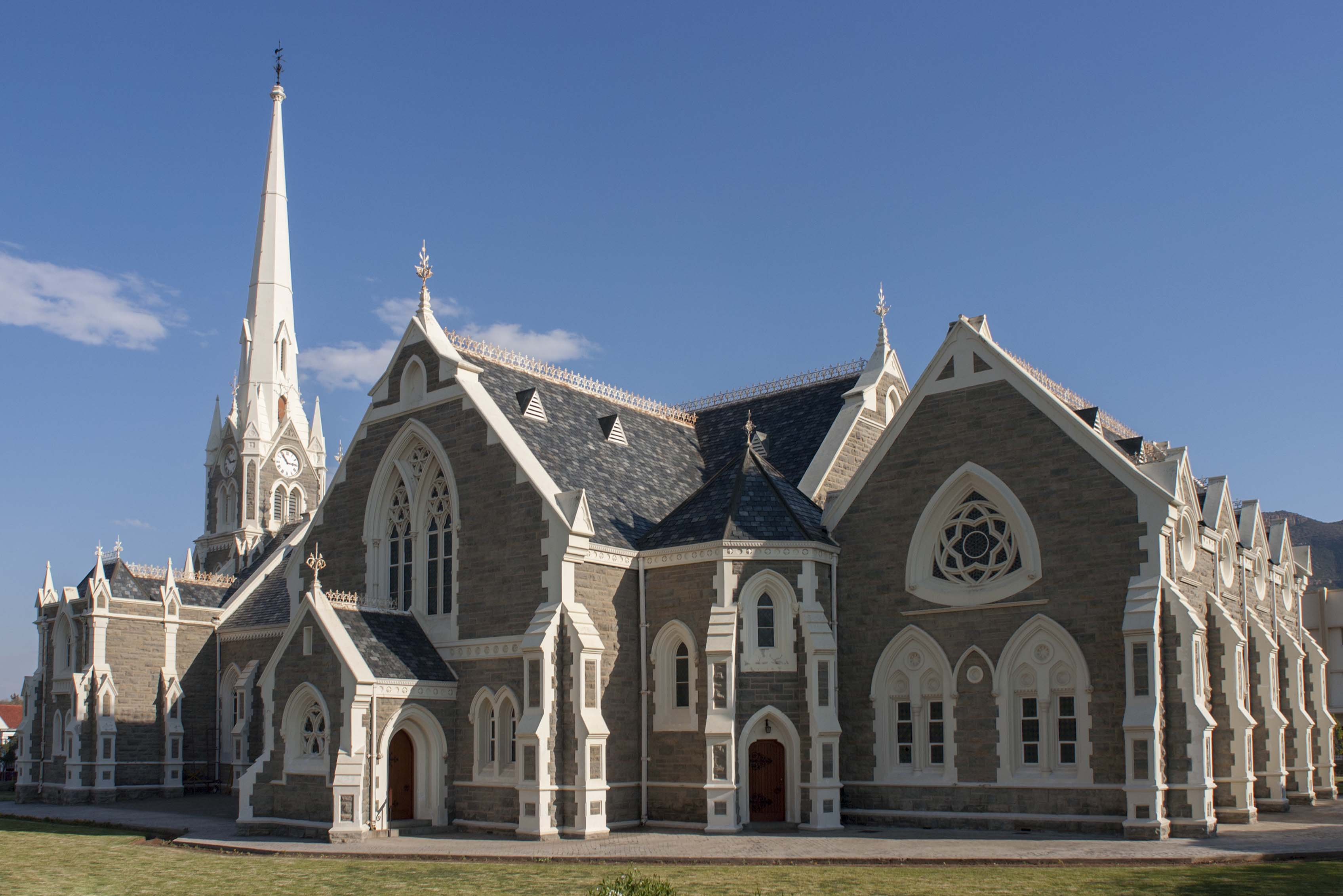

La Grote Kerke (« Grande Église ») est un édifice chrétien néogothique de l'église réformée néerlandaise d'Afrique du Sud, construit en 1886-1887 et situé à Graaff-Reinet, en Afrique du Sud.
Quatrième église successive située sur church street et la 3ème sur le même site, son architecture est inspirée de la Cathédrale de Salisbury en Angleterre.

## Historique
Une première église a été construite en 1792, à un autre endroit de Church street, puis détruite par un incendie (avant même la fin de sa construction). Une deuxième église fut alors édifiée à l'endroit où est située l'église actuelle. Elle fut à son tour démolie pour faire place en 1823 à une troisième église au toit de chaume et à pignon. Cette église étant devenue trop petite pour la congrégation, la construction de l'église néo-gothique actuelle en grès, provenant de la ville voisine d'Adendorp, débuta en 1886, selon un projet de l'architecte J. Bisset. 
L'église possède une collection d'argenterie de Kaeps-Ollands, dont les fonts baptismaux.
Le bâtiment a été déclaré monument national le 21 mars 1975.